# طاووس نواری مالابار (پروانه)
طاووس نواری مالابار (پروانه)(نام علمی: Papilio buddha) نام یک گونه از سرده پروانه‌های پاپیلیو است.